# Кролики, Кен
Кен Кролики (англ. Ken Krolicki; яп. クロリッキー健 Курорики Кэн; 15 марта 1996, Токио, Япония) — японский и американский футболист, центральный полузащитник.

## Биография
Кролики — сын американца и японки. Родился в столице Японии — Токио. Детство провёл в Фукуоке. Приехал в Соединённые Штаты в возрасте 14 лет, не владея английским языком. Жил в Кантоне (Мичиган).
В 2011 году в составе команды Старшей школы Кантона выиграл футбольный чемпионат Мичиганской ассоциации спорта старших школ. В 2012 году вместе с командой «Мичиган Джагуарз» выиграл американский юношеский национальный чемпионат по футболу в возрастной группе до 16 лет. В 2013 и 2014 годах играл в «Крю Академи Вулвз» за составы до 16 лет и до 18 лет.
В 2014—2017 годах Кролики обучался в Университете штата Мичиган по специальности «Прикладные инженерные науки», совмещая обучение с игрой за университетскую футбольную команду «Мичиган Стейт Спартанз» в Национальной ассоциации студенческого спорта. Сыграл за «спартанцев» 81 матч, в 67 из них выходил в стартовом составе, забил семь голов и отдал 14 голевых передач. В 2014 году был включён в символическую сборную первокурсников Конференции Big Ten, в 2016 году — в символическую вторую сборную Конференции Big Ten и символическую третью сборную среднезападного региона, в 2017 году — в символическую первую сборную Конференции Big Ten, символическую первую сборную среднезападного региона и академическую всеамериканскую сборную.
В 2015—2017 годах также выступал за клуб «Кей-Дабл-ю Юнайтед» в Премьер-лиге развития. Выиграл чемпионат PDL 2015, в финале которого «Кей-Дабл-ю Юнайтед» одолел «Нью-Йорк Ред Буллз U-23».
В третьем раунде Супердрафта MLS 2018, состоявшемся 21 января 2018 года, Кролики был выбран под общим 53-м номером клубом «Монреаль Импакт». 28 февраля 2018 года клуб подписал с ним однолетний контракт с опцией продления ещё на три года. Его профессиональный дебют состоялся 4 марта 2018 года в матче первого тура сезона против «Ванкувер Уайткэпс», в котором он вышел в стартовом составе. Начало сезона 2019 пропустил из-за травмы локтя. По окончании сезона 2019 «Монреаль Импакт» не продлил контракт с Кролики.
15 января 2020 года Кролики подписал контракт с клубом Чемпионшипа ЮСЛ «Портленд Тимберс 2» на сезон 2020. За Т2 дебютировал 7 марта в матче первого тура сезона против «Финикс Райзинг». По окончании сезона 2020 «Портленд Тимберс 2» снялся с чемпионата.

## Статистика выступлений
| Выступление        | Выступление      | Выступление      | Лига | Лига | Плей-офф | Плей-офф | Кубок | Кубок | Континент | Континент | Итого | Итого |
| Клуб               | Лига             | Сезон            | Игры | Голы | Игры     | Голы     | Игры  | Голы  | Игры      | Голы      | Игры  | Голы  |
| ------------------ | ---------------- | ---------------- | ---- | ---- | -------- | -------- | ----- | ----- | --------- | --------- | ----- | ----- |
| Монреаль Импакт    | MLS              | 2018             | 24   | 0    | —        | —        | 2     | 0     | —         | —         | 26    | 0     |
| Монреаль Импакт    | MLS              | 2019             | 10   | 0    | —        | —        | 4     | 0     | —         | —         | 14    | 0     |
| Монреаль Импакт    | Итого            | Итого            | 34   | 0    | —        | —        | 6     | 0     | —         | —         | 40    | 0     |
| Портленд Тимберс 2 | USLC             | 2020             | 8    | 0    | —        | —        | —     | —     | —         | —         | 8     | 0     |
| Портленд Тимберс 2 | Итого            | Итого            | 8    | 0    | —        | —        | —     | —     | —         | —         | 8     | 0     |
| Бентли Гринс       | НПЛ Виктория     | 2022             | 23   | 0    | —        | —        | 3     | 1     | —         | —         | 26    | 1     |
| Бентли Гринс       | Итого            | Итого            | 23   | 0    | —        | —        | 3     | 1     | —         | —         | 26    | 1     |
| Всего за карьеру   | Всего за карьеру | Всего за карьеру | 65   | 0    | —        | —        | 9     | 1     | —         | —         | 74    | 1     |

Источники: Transfermarkt, Soccerway, Footballdatabase.eu.

## Достижения
Командные
 «Монреаль Импакт»
- Победитель Первенства Канады: 2019